# Siemion Berdyczewski
Siemion Sołomonowicz Berdyczewski (ros. Семён Соломонович Бердичевский, ur. 1910 w Jelizawetgradzie, zm. w czerwcu 1986 w Moskwie) – funkcjonariusz radzieckich służb specjalnych, pułkownik bezpieczeństwa państwowego.

## Życiorys
Po ukończeniu 1926 szkoły w Charkowie pracował jako ślusarz w fabryce, 1926-1931 członek Komsomołu, a od sierpnia 1930 WKP(b). Od kwietnia 1933 do kwietnia 1934 kursant Centralnej Szkoły OGPU ZSRR, od kwietnia 1934 do lutego 1935 kierownik wydziału politycznego stanicy maszynowo-traktorowej ds. pracy OGPU, od lutego do listopada 1935 szef rejonowego oddziału NKWD w Kraju Środkowowołżańskim, następnie starszy pełnomocnik operacyjny wydziału Zarządu Bezpieczeństwa Państwowego (UGB) Zarządu NKWD Kraju Kujbyszewskiego (późniejszy obwód kujbyszewski, obecnie obwód samarski), od 22 kwietnia 1936 sierżant bezpieczeństwa państwowego. Pomocnik szefa Oddziału 1 Wydziału 3 UGB Zarządu NKWD obwodu kujbyszewskiego, od 26 grudnia 1937 do lipca 1938 szef Oddziału 7 Wydziału 3 UGB Zarządu NKWD obwodu kujbyszewskiego, od lipca do grudnia 1938 szef Wydziału 3 UGB Zarządu NKWD Kraju Dalekowschodniego, 5 sierpnia 1938 awansowany na porucznika bezpieczeństwa państwowego. Od grudnia 1938 do stycznia 1939 szef Wydziału 3 UGB Zarządu NKWD Kraju Chabarowskiego, od stycznia do lipca 1939 p.o. szefa Wydziału Ekonomicznego Zarządu NKWD Kraju Chabarowskiego, 31 marca 1939 mianowany starszym porucznikiem bezpieczeństwa państwowego, od lipca 1939 do 3 kwietnia 1941 szef Zarządu NKWD obwodu niżnoamurskiego, od 3 kwietnia do 13 września 1941 szef Zarządu NKGB tego obwodu, 30 kwietnia 1941 awansowany na kapitana bezpieczeństwa państwowego. Od września 1941 do maja 1943 szef Wydziału 4 Zarządu NKWD Kraju Chabarowskiego, od maja 1943 do września 1944 szef Wydziału 4 Zarządu NKGB Kraju Chabarowskiego, pułkownik bezpieczeństwa państwowego, od 25 września 1944 do sierpnia 1948 szef Wydziału 2 Zarządu NKGB/MGB Kraju Chabarowskiego, od sierpnia 1948 do 27 stycznia 1950 szef Zarządu NKGB obwodu amurskiego. Od stycznia do czerwca 1950 w rezerwie Zarządu Kadr MGB ZSRR, od czerwca 1950 do września 1951 zastępca szefa Zarządu MGB obwodu stalinabadzkiego (Tadżycka SRR), od września 1951 do marca 1953 pomocnik ministra bezpieczeństwa państwowego Udmurckiej ASRR, od marca 1953 do stycznia 1954 szef Wydziału Gospodarczego MWD Udmurckiej ASRR, później szef warsztatu nr 68 zakładu nr 74 w Iżewsku. 24 marca 1958 wykluczony z partii.
Odznaczony dwoma Orderami Czerwonej Gwiazdy (w tym 20 września 1943), Odznaką "Zasłużony Funkcjonariusz NKWD" (8 marca 1944) i 4 medalami.